# Robert Bentley Todd
Robert Bentley Todd (9 d'abril de 1809 - 30 de gener de 1860) va ser un patòleg, acadèmic i fisiòleg d'Irlanda. Va néixer a Dublín el 1809 i va morir a Londres.
Todd és recordat per la seva recepta d'una beguda calenta de brandi, canyella (canyella blanca), xarop de sucre i aigua.que s'anomena Hot toddy.

## Biografia
Fill del metge Charles Hawkes Todd (1784–1826) i Elizabeth Bentley (1783–1862), Robert va néixer a Dublín, Irlanda, el 9 d'abril de 1809. Era el germà petit del famós escriptor i ministre Rev. James Henthorn Todd, DD. És el germà gran del Rev. William Gowan Todd, DD i Armstrong Todd, MD .
Va estudiar al Pembroke College d'Oxford. Durant la seva carrera va ser membre del Royal College of Physicists i de la Royal Society. Va guanyar diversos premis, inclòs el de membre de la Royal Society.
Todd va entrar al Trinity College de Dublín el 1825, amb la intenció d'estudiar per a l'advocat. Quan el seu pare va morir l'any següent, va passar a la medicina i es va convertir en alumne resident a un hospital de Dublín. Va ser alumne de Robert Graves i es va graduar a Trinity el 1829. Va obtenir la llicència al Royal College of Surgeons d'Irlanda dos anys més tard.
A Hassel by Hull, Yorkshire, Robert Bentley Todd es va casar amb Elizabeth Mary, de soltera Hart (1814–1894) el 20 de desembre de 1836. La germana petita del cap. John Hart MP (1808–1873) [Diccionari australià de biografia], Elizabeth va ser batejada a St John's, Hackney, filla del periodista John Harriot Hart i Mary, de soltera Glanville, el 23 de juny de 1814. En un dels casos més sensacionals de la seva època, el copropietari de John Herriot Hart, del diari The Whig Independent, va ser empresonat a la presó de Gloucester per culpabilitat [Annual Register vol 72 p. 74], abans de ser transportat a Tenerife. Se suposa que va morir en el viatge de tornada a Anglaterra.
Elizabeth no és l'únic membre de la família Hart que es va casar amb la família Todd. La germana petita de Robert, Margaret Gillmor Todd (1817–1876), es va casar amb el germà d'Elizabeth, el capità. John Hart, primer ministre d'Austràlia Meridional.
Els fills de Robert Bentley Todd i Elizabeth de soltera Hart; eren
- Elizabeth Marion Todd (1841–1917), soltera,[2]
- Alice Margaret Todd (1843–1916), soltera,
- Bertha [Todd] Johnson (1846–1927), directora del St Anne's College, Universitat d'Oxford,[3] i
- James Henthorn Todd (1848–1891), solter; va morir prop de Bombai, Índia, el 14 d'agost de 1891.[4]

## Obres
- The Cyclopaedia of Anatomy and Physiology (1835–1859, amb altres notables)
- Conferències Gulstonianes sobre la fisiologia de l'estómac (1839)
- Physiological Anatomy and Physiology of Man (1843–1856, amb W. Bowman): aquest va ser un dels primers treballs en què la histologia va tenir un paper important (edició de Filadèlfia 1857)
- Observacions pràctiques sobre la gota, la febre reumàtica i el reumatisme crònic de les articulacions (1843) (Conferència de Croonian 1843)
- Descripció i anatomia fisiològica del cervell, la medul·la espinal i els ganglis (1845)
- Conferències lumleianes sobre la patologia i el tractament del deliri i el coma (1850)
- Conferències clíniques (1854–1857–1859, en tres volums)
- Contribucions a les transaccions de la Royal Medical and Chirurgical Society des de 1833 fins a 1859 ('quirúrgic' és un terme obsolet que significa 'quirúrgic')
- Deu articles a la Cyclopaedia of Medicine de 1833 a 1835, incloent discussions sobre paràlisi, aspectes pseudomòrbidos, supuració i malalties de la medul·la espinal